# Pseudothereva kijabea
Pseudothereva kijabea är en tvåvingeart som först beskrevs av Seguy 1938.  Pseudothereva kijabea ingår i släktet Pseudothereva och familjen stilettflugor.
Artens utbredningsområde är Kenya. Inga underarter finns listade i Catalogue of Life.